# Bunny Wailer
Bunny Wailer lub Bunny Livingston, właśc. Neville O’Riley Livingston (ur. 10 kwietnia 1947 w Kingston, zm. 2 marca 2021 tamże) – jamajski muzyk reggae, wokalista i perkusista. Obok Boba Marleya i Petera Tosha jeden z założycieli zespołu reggae The Wailers.

## Życiorys
Urodził się jako Neville O’Riley Livingston 10 kwietnia 1947 w Kingston na Jamajce. Wraz z Peterem Toshem wciąż nagrywali jako the The Wailers w czasie, gdy Bob Marley przebywał w Delaware.
Koncertował razem z The Wailers w Anglii i Stanach Zjednoczonych, ale coraz mniej chętnie opuszczał Jamajkę. Bunny i Tosh zeszli na drugi plan, gdy grupa odniosła międzynarodowy sukces, a uwaga wszystkich skupiała się na Marleyu. Opuścili The Wailers, by zacząć karierę solową. Zostali zastąpieni przez trio wokalne I Threes.
Po opuszczeniu Wailersów, skupił się na swojej wierze. Identyfikował się z ruchem Rastafari, podobnie jak inni członkowie The Wailers. Nagrywał głównie w stylu reggae, z duchowym i politycznym przesłaniem. Album "Blackheart Man" jest dobrym przykładem jego stylu muzycznego. Bunny odniósł również sukces, nagrywając apolityczne piosenki, głównie pop i dancehall.
Trzykrotnie zdobył nagrodę Grammy za najlepszy album reggae w 1990, 1994 oraz w 1996.
Mieszkał w Kingston, miał także farmę w głębi Jamajki.
Zmarł 2 marca 2021 w wieku 73 lat w Kingston.

## Dyskografia
- Blackheart Man (1976)
- Dubd'sco
- Hall of Fame: A Tribute to Bob Marley
- Sings the Wailers
- Communication
- Crucial Roots Classics
- Retrospective
- Dance Massive
- Roots Radics Rockers Reggae
- Time Will Tell: A Tribute to Bob Marley
- Rule Dance Hall
- Just be Nice
- Rootsman Skanking (1987)
- Liberation (1989)
- Gumption
- Protest
- Marketplace
- Rock and Groove